# Puccinellia andersonii
Puccinellia andersonii är en gräsart som beskrevs av Jason Richard Swallen. Puccinellia andersonii ingår i släktet saltgrässläktet, och familjen gräs. Inga underarter finns listade i Catalogue of Life.